# Ariane

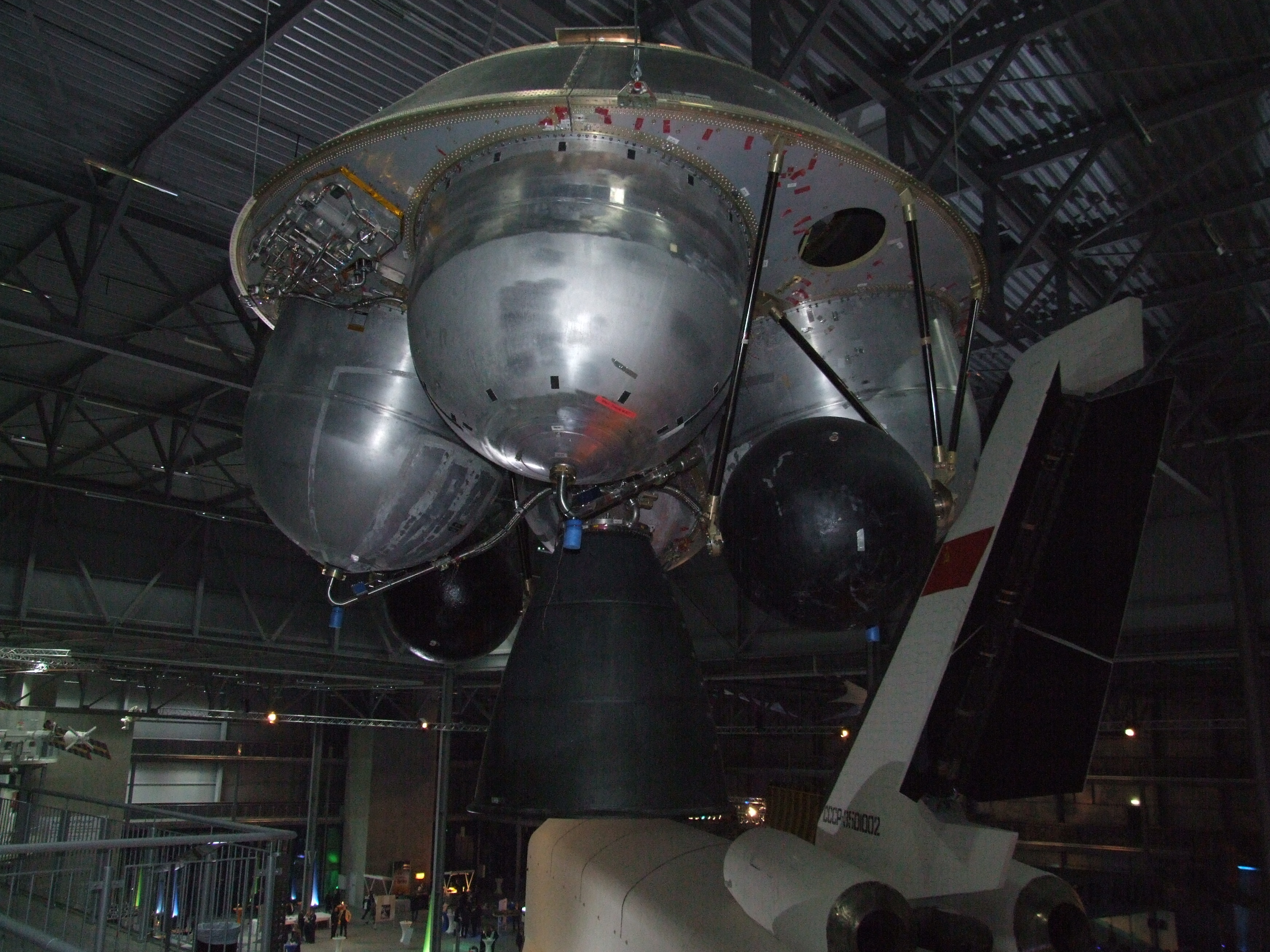
Ariane EPS 5

Ariane je série kosmických nosných raket provozovaných Evropskou kosmickou agenturou. Název byl odvozen z řeckého jména Ariadna - dcera krále Mínoa.
Raketa má tři stupně. První se odpojí po dosažení výšky 74 km. Druhý stupeň se odpojí ve vzdálenosti 147 km. Třetí stupeň nese užitečné zatížení.
Vývoj byl zahájen v roce 1973 po nezdaru raket Europa. První let uskutečnila raketa Ariane 1 24. prosince 1979. Jako kosmodrom slouží po celou dobu fungování projektu Guyanské kosmické centrum. Od zahájení programu bylo uskutečněno 169 startů při nichž bylo úspěšně vyneseno na oběžnou dráhu 271 satelitů o celkové hmotnosti 575 tun (2006). V současnosti je ukončen provoz Ariane 5, přechází se na Ariane 6.

## Verze
| Nosná raketa | Starty: úspěšné/všechny | Varianty                     | Náklad na GTO     | Náklad na LEO      | Výška     | Hmotnost             | Počet stupňů | Aktivní v letech |
| ------------ | ----------------------- | ---------------------------- | ----------------- | ------------------ | --------- | -------------------- | ------------ | ---------------- |
| Ariane 1     | 9/11                    | -                            | 1 850 kg          | -                  | 47,46 m   | 211 500 kg           | 3            | 1979 – 1986      |
| Ariane 2     | 5/6                     | -                            | 2 180 kg          | -                  | 49,13 m   | 220 950 kg           | 3            | 1986 – 1989      |
| Ariane 3     | 10/11                   | -                            | 2 700 kg          | -                  | 49,13 m   | 234 000 kg           | 3            | 1984 – 1989      |
| Ariane 4     | 113/116                 | 40, 42P, 42L, 44P, 44LP, 44L | 2 000 – 4 300 kg  | 5 000 – 7 600 kg   | 58,72 m   | 240 000 – 470 000 kg | 3            | 1988 – 2003      |
| Ariane 5     | 112/117                 | G, G+, GS, ECA               | 6 950 – 10 500 kg | 16 000 – 21 000 kg | 46 - 52 m | 720 000 – 780 000 kg | 2            | 1996 – 2023      |
| Ariane 6     | 1/2                     | 62, 64                       | 5 000 - 10 500 kg | 7 000 – 20 000     | 63 m      | 500 000 – 800 000 kg | 2            | 2024 a dále      |